# Granuliferelloides
Granuliferelloides es un género de foraminífero bentónico de la subfamilia Endostaffellinae, de la familia Endothyridae, de la superfamilia Endothyroidea, del suborden Fusulinina y del orden Fusulinida. Su especie tipo es Glanuliferelloides jasperensis. Su rango cronoestratigráfico abarca el Tournaisiense superior (Carbonífero inferior).

## Discusión
Clasificaciones más recientes incluyen Granuliferelloides en el suborden Endothyrina, del orden Endothyrida, de la subclase Fusulinana de la clase Fusulinata.

## Clasificación
Granuliferelloides incluye a las siguientes especies:
- Granuliferelloides gloriosa †
- Granuliferelloides jasperensis †